# Kuluşağı, Battalgazi
Kuluşağı là một xã thuộc huyện Battalgazi, tỉnh Malatya, Thổ Nhĩ Kỳ. Dân số thời điểm năm 2011 là 466 người.